# Robert Fergusson
Pour les articles homonymes, voir Fergusson.
Robert Fergusson (5 septembre 1750 - 16 octobre 1774), est un poète écossais né à Édimbourg.
Il se distingua comme poète. Ses poésies sont écrites les unes en anglais pur, les autres dans le dialecte écossais ; ces dernières sont les plus estimées. 
Robert Burns le prit pour modèle. 
Le recueil de ses poésies a été imprimé à Glasgow, 1813, 2 vol. in-12, avec sa vie par David Irving.